# غنج أباد (أصفهان)
غنج‌ أباد هي قرية في مقاطعة أصفهان، إيران. عدد سكان هذه القرية هو 119 في سنة 2006.